# 安多尼·卡尼萨雷斯·廖韦拉
安多尼·卡尼薩雷斯·廖韋拉（西班牙語：Antonio Cañizares Llovera；1945年10月15日—）是西班牙籍天主教司鐸級樞機及現任華倫西亞總教區總主教。

## 生平
卡尼薩雷斯出生於西班牙華倫西亞自治區華倫西亞省的市鎮烏鐵爾，並在華倫西亞的大小神學院就讀。及在宗座薩拉曼卡大學就讀，在那裡他獲得了神學博士學位。
他於1970年6月21日，在華倫西亞總教區晉鐸。及後，他調到馬德里總教區，而且還在宗座薩拉曼卡大學和馬德里大公神學院分別教授教理神學和基本神學。並且，他在馬德里宗教學研究所教授教理。1985年至1992年，他擔任主教委員會秘書處的信理部主任。
1992年4月25日晉牧，並被時任教宗若望·保祿二世任命為阿維拉教區主教。他曾於1996年至2002年間擔任格拉納達總教區總主教。2002年10月24日出任托萊多總教區總主教。
2006年3月24日被教宗本篤十六世冊封為司鐸級樞機，領聖龐加爵堂區司鐸銜。在2008年12月9日，由於方濟各·安霖澤樞機榮休，因此卡尼薩雷斯接替成為聖座禮儀及聖事部部長。
2010年3月4日，他被任命為宗座國際聖體大會委員會的成員。他也是聖座信理部、主教部和宗座「天主的教會」委員會的成員。以及同年3月5日，他再被任命為聖座萬民福音部的成員。他曾參與2013年教宗選舉秘密會議，當時選出的是教宗方濟各。2014年8月28日起出任華倫西亞總教區總主教。